# レプティクティス目
レプティクティス目（レプティクティスもく、Leptictida）は、絶滅した哺乳類の目の一つ。名前はラテン語で「優美なイタチ」を意味する。

## 年代と地域

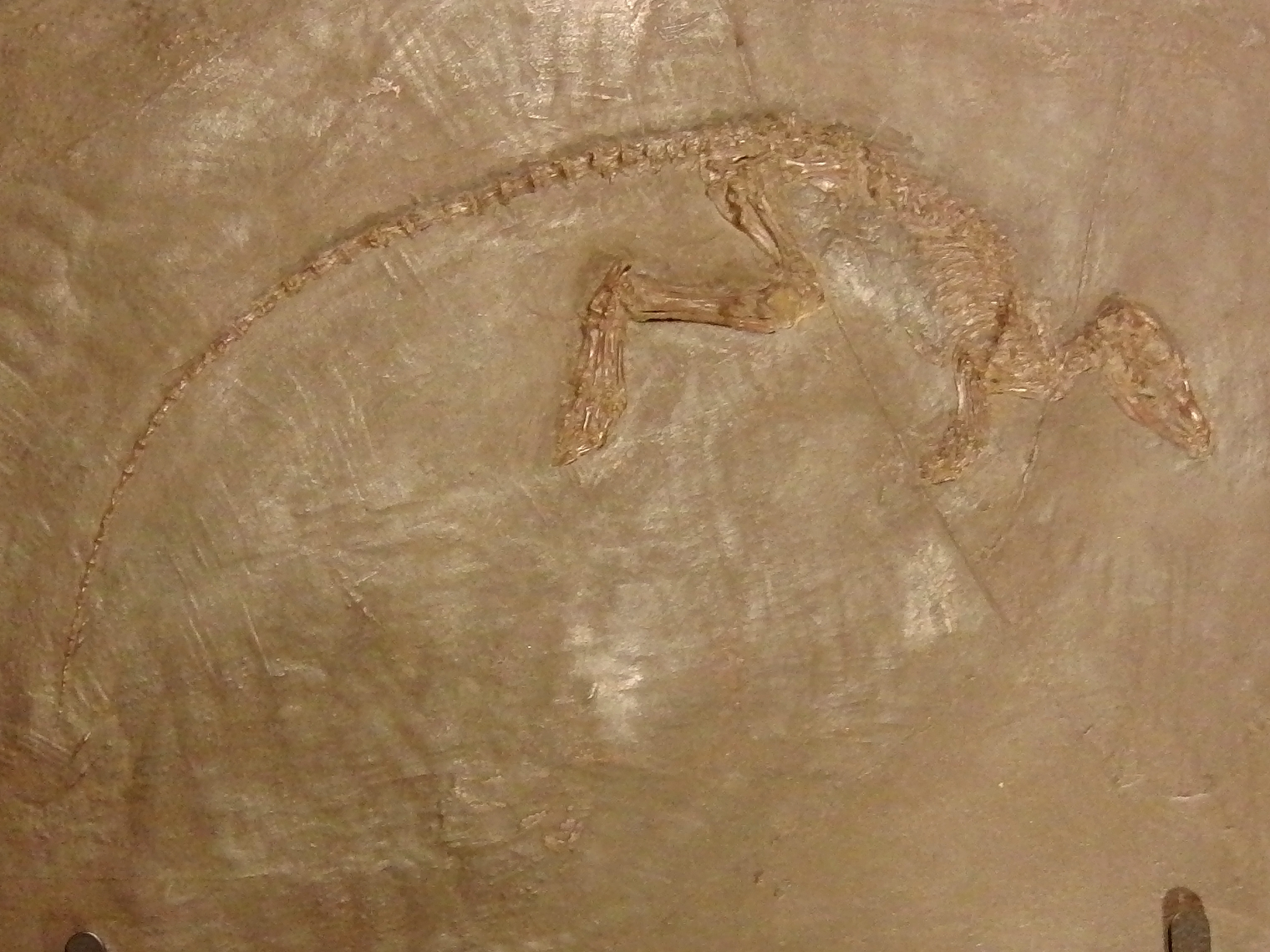
レプティクティディウム（Leptictidium nasutum）の化石。国立科学博物館の展示。

漸新世のレプティクティス属Leptictisを代表とする。真獣下綱のうち最も初期に出現したグループであり、最古の化石記録はモンゴルの白亜紀前期の地層から発掘されている。白亜紀後期から古第三紀の暁新世にかけて発展し、地理的にもヨーロッパ・北アメリカ大陸へ広がった。始新世からは衰退し、漸新世の前期には絶滅した。

## 形態
概してツパイかトガリネズミに似た吻の長い小動物で、食虫性だったと考えられている。始新世のヨーロッパに分布したレプティクディウム属Lepticdiumでは、前肢が短く後肢と尾が長い形態になっており、おそらくは似た外形のトビネズミやハネジネズミのように後肢だけで跳躍走行していた。この属はレプティクティス目としては大型で、全長（尾を含む）は60 - 90cmあった。

## 系統
かつては初期の食虫目に属するものと誤認されていたが、同様に扱われていた幾つかのグループとともに「原真獣亜目Proteutheria」として半ば分離され（1960年代）、後にレプティクティス上目として完全に分離された。後続する多くの真獣類の祖先だとする意見もあるが、身体構造の特殊性（頭頂骨が後頭骨の近傍で三角形に突き出す）からそれを否定する見解もある。2013年には、ハネジネズミ目の姉妹群としてアフリカ食虫類に含める説も発表されている。
マッケナ & ベルの分類体系（1997年）においては、上獣巨目（エピテリア：異節類以外の真獣類）に含まれ、上目（Superorder）の分類階級が与えられている。
- 有胎盤区 Cohort Placentalia（＝真獣下綱）
  - 異節巨目 Magnorder Xenarthra
  - 上獣巨目 Magnorder Epitheria
    - レプティクティス上目 Superorder Leptictida
    - 顕獣上目 Superorder Preptotheria
      - （それ以外の全ての真獣類）

上図はあくまでMcKenna & Bellの分類体系による物であることに留意。「巨目」の階級の使用、エピテリア仮説の採用、プレプトテリア（顕獣上目）の設定は必ずしも一般的ではない。一例として遠藤（2002, 2006）はこの分類群をレプティクティス目とした。

## 下位分類
以下の科に分けられる。上述のレプティクディウム属はプセウドリンコキオン科に入る。
- ケンナレステス科 Kennalestidae
- ジプソニクトプス科 Gypsonictopidae
- レプティクティス科 Leptictidae
- プセウドリンコキオン科 Pseudorhyncocyonidae